# 20 Fingers
A 20 Fingers egy amerikai zenekar, mely DJ Carlos "Charlie Babie" Rosario, Manfred "Manny" Mohr, J.J. Flores és Onfrio Lollino csapattagokból áll. A csapat a 90-es évek közepén volt népszerű, főleg a Short Dick Man és Lick It című dalokkal.

## Zenei karrier

### 1993-1994 "Short Dick Man"
DJ Carlos "Charlie Babie" Rosario és Manfred "Manny" Mohr, felkérte barátait Jonathan "JJ" Florest és Onofrio Lollinot, akik csináltak néhány remixet, majd később a csapat neve a 20 Fingers lett, mivel mindkettőjüknek 20 ujja van a kezükön.
1994 augusztus 31-én megjelent a Short Dick Man című kislemez, melyben Gillette vokálozott. A dal számos országban sikeresnek bizonyult, majd megjelent a The On And The Attack című debütáló album. A Short Dick Man Franciaországban 3 hétig volt slágerlistás, illetve Olaszországban és Németországban Top 5 sláger volt. Más országokban, úgy mint Ausztria, Belgium, Új-Zéland és Ausztrália – szintén slágerlistás helyezett volt a dal. Az Egyesült Államokban is szép eredményre tett szert.
A dal a férfiak péniszének méretén gúnyolódott, azonban a dalból készült egy "clean" változat is, melyen a "dick" szót lecserélték, és így csupán "Short Short Man" lett a dalból, és ezen a címen is megjelent. A cenzúrázott változat az Egyesült Királyságban és számos más országban is megjelent. ,melyet Strike remixelt. A dal 11. helyezett lett ebben a változatban, míg az eredeti változat a 21. helyen végzett a kislemezlistán.
Mohr a Los Angeles Times újságnak azt nyilatkozta, hogy a dal lényege, hogy felhívja a figyelmet, hogy azok az emberek, akik zaklatják a nőket, és szexuális tárgyként kezelik, megérdemlik, hogy egy visszavágó legyen számukra ezekért a cselekedeteikért, és figyelmet érdemelnek ezek a nők!

### 1994–95: "On The Attack And More" és  "Lick It"
Az On The Attack And More című debütáló stúdióalbum először Németországban és Lengyelországban jelent meg. Az albumon található dalok közül 11 dalt Gillette-tel rögzítettek, kívéve a Lick It című dalt, melyet Roula énekelt el. A dal újabb siker volt a slágerlistákon, illetve Európában és az Egyesült Államokban is tarolt,és gyakran játszott dal volt a klubokban.
Számos más országban, úgy mint Brazíliában, Kanadában, Skandináviában, Ausztráliában, Japánban, Portugáliában, Chilében, Dél-Koreában és az Egyesült Államokban az album mint Gillette szólóalbuma jelent meg. Az albumon lévő 11 dalt Gillette-vel vették fel, és csupán egy dal, a Lick It, melyet Roula közreműködésével jelentették meg. A duó harmadik és negyedik kislemeze a Mr. Presonality és a You're A Dog című dalok mérsékelt sikerek voltak. A két utóbbi kiadványt Németországban és Lengyelországban 20 Fingers feat. Gillette címen jelentették meg, a többi országban Gillette címen. A 20 Fingers Max-A-Million debütáló albumában is segédkezett
1995-ben a csapat megjelentette 20 Fingers nevű saját stúdióalbumúát, mely Franciaországban L'Album címen jelent meg. Az album az első kiadott kiadványtól eltérően különféle énekesek közreműködésével készült el. Az összes új eredeti anyag mellett három új, korábban megjelent 20 Fingers kislemez (Short Dick Man, Lick It, Mr. Personality Ugly Remixe) és két korábban megjelent Max-A-Million által készített dalok a Take Your Time (Do It Right) és a Fat Boy került az albumra. Az album többi dalát kislemezen jelentették meg.
Az összes korábbi 20 Fingers dal akár eredeti vagy remix formájában szerepel az Ázsiában megjelent The Best Of 20 Fingers nevű gyűjteményes albumon. Az 5. kislemez a Sex Machine melyet Katrina (Roxane Dawn) és Camille Alvey énekesnő énekelt.
Max-A-Million 3. és 4. kislemezét a Sexual Healing és Everybody's Groovin' című dalok producere a 20 Fingers volt.

### 1996-99 Remixek
A csapat első három slágeréből készült Megamix a Megamix Explosion nevet kapta, mely csak Franciaországban jelent meg. 1996-ban a csapat az eurodance stílus hanyatlása miatt már nem jelentet meg kislemezeket, a tagok közül Babie Donna Lorinak remixel dalokat, Charlie Babie dalokat ír, és remixeket készít. 1996-ban megjelent Gillette második szólólemeze a Shake Your Money Maker, melyről a kimásolt kislemezek nem voltak túl sikeresek.

## Diszkográfia

### Stúdióalbumok
| On The Attack And More                | - Megjelenés: 1995 április 18 - Label: ZYX Music - Formátum: CD, MC     | 24 | 26 | A 20 Fingers debütáló albuma, mely megjelent mint Gillette szóló debütáló albuma.Számos országban On The Attack címen jelent meg.                                                                   |
| 20 Fingers/L'Album                    | - Megjelenés: 1995 október 24 - Label: ZYX Music - Formátum: CD, MC, LP | -  | -  | A második, és egyben utolsó stúdióalbum, mely L'Album címen is megjelent Franciaországban, valamint Best Of 20 Fingers címen is Ázsiában és alternatív nem hivatalos borítóval, és számlistával is. |
| "—" slágerlistás helyezést nem ért el |                                                                         |    |    | |

### Kislemezek
| Év                                    | Dal                                | Legjobb slágerlistás helyezés | Legjobb slágerlistás helyezés | Legjobb slágerlistás helyezés | Legjobb slágerlistás helyezés | Legjobb slágerlistás helyezés | Legjobb slágerlistás helyezés | Legjobb slágerlistás helyezés | Legjobb slágerlistás helyezés | Legjobb slágerlistás helyezés | Legjobb slágerlistás helyezés | Díjak, elismerések                    | Album                  |
| Év                                    | Dal                                | AUT                           | BEL (Vl)                      | BEL (Wa)                      | FRA                           | GER                           | ITA                           | NED                           | NZ                            | UK                            | U.S.                          | Díjak, elismerések                    | Album                  |
| ------------------------------------- | ---------------------------------- | ----------------------------- | ----------------------------- | ----------------------------- | ----------------------------- | ----------------------------- | ----------------------------- | ----------------------------- | ----------------------------- | ----------------------------- | ----------------------------- | ------------------------------------- | ---------------------- |
| 1994                                  | "Short Dick Man" (feat. Gillette)  | 6                             | 10                            | 6                             | 1                             | 3                             | 1                             | 7                             | 7                             | 11                            | 14                            | - FRA: Ezüst - GER: Arany - US: Arany | On The Attack And More |
| 1995                                  | "Lick It" (feat. Roula)            | 10                            | 14                            | 9                             | 5                             | 4                             | 1                             | 21                            | 38                            | 48                            | 72                            | - GER: Arany                          | On The Attack And More |
| 1995                                  | "Mr. Personality" (feat. Gillette) | —                             | —                             | 19                            | —                             | 22                            | 8                             | —                             | 32                            | —                             | 42                            |                                       | On The Attack And More |
| 1995                                  | "You're A Dog" (feat. Gillette)    | —                             | —                             | —                             | —                             | —                             | —                             | —                             | —                             | —                             | —                             |                                       | On The Attack And More |
| 1995                                  | "Sex Machine" (feat. Katrina)      | —                             | —                             | —                             | —                             | 92                            | 14                            | —                             | —                             | —                             | —                             |                                       | 20 Fingers/L'Album     |
| 1995                                  | "Holding On To Love" (Rochelle)    | —                             | —                             | —                             | —                             | —                             | —                             | —                             | —                             | —                             | —                             |                                       | 20 Fingers/L'Album     |
| 1995                                  | "She Won't Know" (Dania)           | —                             | —                             | —                             | —                             | —                             | —                             | —                             | —                             | —                             | —                             |                                       | 20 Fingers/L'Album     |
| 1995                                  | "I'm In Love" (A'Lisa B)           | —                             | —                             | —                             | —                             | —                             | —                             | —                             | —                             | —                             | —                             |                                       | 20 Fingers/L'Album     |
| 1995                                  | "Praying For An Angel" (Rochelle)  | —                             | —                             | —                             | —                             | —                             | —                             | —                             | —                             | —                             | —                             |                                       | 20 Fingers/L'Album     |
| 1995                                  | "Position#9" (Nerada)              | —                             | —                             | —                             | —                             | —                             | —                             | —                             | —                             | —                             | —                             |                                       | 20 Fingers/L'Album     |
| "—" slágerlistás helyezést nem ért el |                                    |                               |                               |                               |                               |                               |                               |                               |                               |                               |                               |                                       |                        |

### Promóciós kislemezek
| 1995                                  | "Don't Laugh But Lick It" (with Winx & Roula) | — | — | — | —  | — | — | — | — | — | — | Nem album dal |
| 1996                                  | "Megamix"                                     | — | — | — | 44 | — | — | — | — | — | — | Nem album dal |
| "—" slágerlistás helyezést nem ért el |                                               |   |   |   |    |   |   |   |   |   |   |               |